# Christopher Routis
Christopher Routis (* 3. März 1990) ist ein französischer Fußballspieler, der auf der Position des Abwehrspielers spielt. 

## Karriere (Vereine)
Christopher Routis spielte bereits in seiner Jugend für den Servette FC und erhielt im Jahr 2010 seinen ersten Profivertrag. Er war im Kader der Aufstiegsmannschaft von 2011. Nach der Saison 2013/14 verkündete der Servette FC, dass man für die nächste Saison nicht mehr mit dem Publikumsliebling plane. Trotz Bemühungen der Fans wurde sein Vertrag nicht mehr verlängert.
Am 8. August 2014 unterzeichnete er einen Ein-Jahres-Vertrag bei dem englischen Drittligisten Bradford City.
Im Mai 2016 unterschrieb Routis einen Vertrag bei Ross County aus Schottland.
Nach zwei Jahren in Schottland wechselte Routis zu seinem Jugendverein Servette FC. In der ersten Saison in der Challenge League war er Stammspieler. Nach seinem zweiten Aufstieg mit Servette wurde sein Vertrag nach einer Saison nicht mehr verlängert und er schloss sich dem FC Stade Lausanne-Ouchy an.

## Erfolge
- Aufstieg in die Super League 2011
- Aufstieg in die Super League 2019